# Маслянское
Маслянское — село в Шадринском районе Курганской области. До преобразования муниципального района в муниципальный округ административный центр Маслянского сельсовета.

## История
До 1917 года в составе Крестовской волости Шадринского уезда Пермской губернии. По данным на 1926 год состояло из 95 хозяйств. В административном отношении являлось центром Маслянского сельсовета Шадринского района Шадринского округа Уральской области.

## Население
| 1989 | 2002 | 2010 |
| ---- | ---- | ---- |
| 671  | ↗689 | ↘607 |

По данным переписи 1926 года в селе проживало 458 человек (218 мужчин и 240 женщин), в том числе: русские составляли 100 % населения.
Согласно результатам Всероссийской переписи населения 2002 года, в национальной структуре населения русские составляли 95 %.